# Union Böckingen
Der Fußball-Verein Union 1908 Böckingen e. V. ist ein Sportverein aus dem Heilbronner Stadtteil Böckingen. Der 1908 gegründete Verein bietet Sport in den Abteilungen Kanu, Skifahren und Handball an. Am mitgliederstärksten war die Fußballabteilung mit fast 600 Mitgliedern, welche 2012 in den FC Union Heilbronn abgespalten wurde. Die erfolgreichste Abteilung ist die Kanu-Sparte, die bei Welt- und deutschen Meisterschaften diverse Medaillen gewann.
Der Verein ging 1908 aus einer Fusion von FK Germania 08 Böckingen und Viktoria Böckingen hervor. Spielstätte ist seit 1911 das 10.000 Zuschauer fassende Stadion am See.

## Fußball
Seinen größten Erfolg im Fußball hatte der Verein, als er in der Saison 1933/34 Meister der Gauliga Württemberg wurde und sich dadurch für die Endrundenspiele um die deutsche Fußballmeisterschaft qualifizierte. Hier schied man schon in der Vorrunde der Gruppe III nach Spielen gegen den SV Waldhof Mannheim (2:4, 0:6), den Mülheimer SV 06 (2:0, 2:6) und Kickers Offenbach (6:3, 1:4) aus.
Von 1933 bis zum freiwilligen Rückzug am 23. November 1944 gehörte der Verein bis auf zwei Spielzeiten stets der erstklassigen Gauliga Württemberg an. Nach Ende des Zweiten Weltkriegs scheiterte die Fußballmannschaft 1950 in der Aufstiegsrunde zur Oberliga Süd und musste in der 2. Liga Süd spielen, aus der man 1951 abstieg. Als Meister der Amateurliga Württemberg und Zweiter der folgenden Qualifikationsrunde kehrte man jedoch 1952 noch einmal in die 2. Liga Süd zurück. 1954 erfolgte der endgültige Abschied aus der Zweitklassigkeit. Bis 1978 spielte man in der Amateurliga Nordwürttemberg trotz zwischenzeitlicher Abstiege immer wieder eine gute Rolle. 1966 und 1970 repräsentierte man die Liga sogar bei der deutschen Amateurmeisterschaft.
Als 1978 die baden-württembergischen Amateurligen zur Oberliga Baden-Württemberg zusammengefasst wurden, verpasste man die Qualifikation und verschwand aus den überregionalen Fußballligen.
2012 wurde die Fußballabteilung abgespalten und in den FC Union Heilbronn aufgenommen. Zuletzt spielte die 1. Mannschaft des FV Union in der Bezirksliga Unterland.

## Erfolge (Fußball)
- Gauligameister Württemberg 1934

## Persönlichkeiten
- Karl Schadt (1908–?)
- Peter Gutzeit (* 1946)
- Rainer Lippert (* 1947)
- Klaus Rechkemmer (* 1957)
- Walter Güntner (1948–2021)